# The ReVe Festival: Day 2
The ReVe Festival: Day 2 es el undécimo miniálbum del grupo surcoreano Red Velvet, siendo lanzado el 20 de agosto de 2019 por SM Entertainment, junto al sencillo «Umpah Umpah» y es el segundo disco de la trilogía The ReVe Festival.

## Antecedentes y lanzamiento
El disco se anunció a través de las redes sociales del grupo el 12 de agosto de 2019. La preventa inició el mismo día. Se publicó una imagen teaser donde muestra un desierto rosa con el logo de The ReVe Festival: Day 2. Del 14 al 18 de agosto, se lanzaron los teasers de cada integrante en un ambiente veraniego.

## Éxito comercial
The ReVe Festival: Day 2 ocupó el primer lugar en la lista de álbumes de iTunes en 38 países, incluyendo Estados Unidos, Canadá, Brasil, Chile, Alemania, Francia, Grecia, Países Bajos, Tailandia, Vietnam, Indonesia, India, Malasia y Filipinas.

## Lista de canciones
| The ReVe Festival: Day 2 |                                                    |                                         | |          |  |
| N.º                      | Título                                             | Letras                                  | Música | Duración |  |
| 1.                       | «Umpah Umpah» (음파음파)                           | Jeon Gandi                              | Christoffer Lauridsen, Andreas Öberg, Allison Kaplan                                                        | 3:40     |  |
| 2.                       | «Carpool» (카풀)                                   | Kenzie                                  | Sophia Ayana, Léon Paul Palmen, Nathan Cunningham, Marc Sibley                                              | 3:27     |  |
| 3.                       | «Love Is the Way» (사랑은 길이다)                  | Goo Tae-woo, Shin Hye-sun (Jam Factory) | Ryan S. Jhun, Denzil “DR” Remedios, Nermin Harambasic, Rodnae “Chikk” Bell, Courtney Woolsey, Charite Viken | 3:32     |  |
| 4.                       | «Jumpin'»                                          | Kenzie                                  | Kenzie, Caesar & Loui, Ylva Dimberg                                                                         | 3:36     |  |
| 5.                       | «Ladies Night»                                     | Park Ji-yeon (Mono Tree)                | Chu Dae-gwan (Mono Tree), Andreas Öberg, Maja Keuc                                                          | 3:57     |  |
| 6.                       | «Eyes Locked, Hands Locked» (눈 맞추고, 손 맞대고) | Sumin                                   | Sumin | 4:11     |  |
| 22:22                    |                                                    |                                         | |          |  |